# レインディア島
レインディア島（レインディアとう、英: Reindeer Island）はカナダ、マニトバ州のウィニペグ湖に浮かぶ無人島。湖の西岸付近、グランド・ラピッズからは南東に約10kmにある。島はおよそ長さ27km、もっとも広い場所で幅7kmで、面積は13680ヘクタールである。